# Прохладное (Крым)
Прохла́дное (до 1962 года Партиза́нское, до 1945 года Ма́нгуш; укр. Прохладне, крымскотат. Manğuş, Мангъуш) — село в Бахчисарайском районе Республики Крым, в составе Скалистовского сельского поселения (согласно административно-территориальному делению Украины — Скалистовского сельсовета Автономной Республики Крым).

## Население
| 2001 | 2014 |
| ---- | ---- |
| 721  | ↘621 |

Всеукраинская перепись 2001 года показала следующее распределение по носителям языка
| Язык             | Процент |
| ---------------- | ------- |
| русский          | 72.26   |
| крымскотатарский | 23.02   |
| украинский       | 3.19    |
| другие           | 0.97    |

### Динамика численности
| - 1796 год — 288 чел. - 1805 год — 564 чел. - 1864 год — 784 чел. - 1886 год — 696 чел. - 1889 год — 1183 чел. - 1892 год — 1427 чел. - 1897 год — 1276 чел. - 1902 год — 1500 чел. | - 1915 год — 2321/37 чел. - 1926 год — 1193 чел. - 1939 год — 862 чел. - 1989 год — 604 чел. - 2001 год — 721 чел. - 2009 год — 642 чел. - 2014 год — 621 чел. |

## Современное состояние
В Прохладном 8 улиц, в селе, на 2009 год было 237 дворов, площадь — 90,5 гектара, на которой в 335 дворах, по данным сельсовета, числилось 642 жителя, входит в состав ЗАО (ранее колхоза) им. Чапаева.. В Прохладном находится учебная база летних практик студентов-геологов МГУ и РГГРУ, существующая с 1924 года. В селе меется отделение почты, фельдшерско-акушерский пункт, действует церковь Петра и Павла, есть магазины и кафе-бар. Прохладное связано автобусным сообщением с Бахчисараем, Севастополем и Симферополем.

## География
Прохладное расположено в северо-восточной части района, довольно высоко (высота центра села над уровнем моря 416 м) на Второй Гряде Крымских гор, в верховьях ручья Узеньчик (ранее Ямарчиковая балка), левого притока Бодрака, в продольной долине, отделяющей первую куэсту Внутренней гряды и протянувшейся от Салгира на юг, на 10 километре автодороги 35К-019 Новопавловка — Научный (по украинской классификации — Т-0116) от шоссе 35Р-001 (Симферополь — Севастополь). До Бахчисарая от села около 24 километров, и около 28 км до Симферополя. Ближайшая железнодорожная станция — Почтовая — в 12 км. Соседние населённые пункты: Трудолюбовка в 2,5 километрах севернее и пгт Научный — в 3 километрах к юго-востоку, выше в горы.

## Название
Историческое название Прохладного — Мангуш. Происхождение названия неясно. Согласно народной этимологии приазовских греков, переселенных из Мангуша после русско-турецкой войны 1768—1774 годов и основавших одноимённое село в Приазовье, считается, что слово по-гречески означает «белая птица» или «белый аист».

## История

### Древняя история и периодКрымского ханства
Судя по остаткам возле села средневекового укреплений Сарымамбаш X—XV веков и Долгая село Мангуш достаточно древнее. После децентрализации византийских владений в Крыму, село, судя по всему, входило в состав христианского княжества с центром в Кырк-Ере. Во время монгольского завоевания Крыма княжество было разгромлено, а его земли перешли под контроль Орды. Во времена Крымского ханства село было частью Бахчисарайского судебного округа (кадылыка). Впервые в исторических документах встречается название Манкуш встречается в налоговых ведомостях 1634 года, как селение, куда переселялись христиане из Судакского и Мангупского кадылыков Кефинского эялета) Османской империи, подданные турецкого султана. Всего ведомость фиксирует 15 дворов иноверцев, все недавно переселившиеся, в том числе из Отара — 5 семей, Гурзуфа — 3, из Маркур и Фоти-Сала — по 2, из Папа Никола — 1 семья. В джизйе дефтера Лива-и Кефе (османская налоговая ведомость) 1652 года упоминается селение Манкуш и проживающие в нём три турецкоподданных греческих семьи.
В правление последнего хана Крыма Шахина Герая, после передачи бывших османских владений на полуострове Крымскому ханству и последовавшей за этим административной реформой, придавшей кадылыкам статус административно-территориальных единиц, село было передано сначала в состав Мангупского кадылыка, а затем кадылыка Муфтия Арпалык. Население села в позднеханский период состояло из урумов — крымских греков, говоривших на турецком языке. После русско-турецкой войны 1768—1774 годов, по инициативе митрополита Готфейско-Кафайского Игнатия и поддержки российского командования, жители села вместе со всеми крымскими христианами были выведены в Приазовье.

Мангуш был одним из крупнейших сёл Крыма: по «Ведомости о выведенных из Крыма в Приазовье христианах» А. В. Суворова от 18 сентября 1778 года из Мангуша выехало 10 священников и 763 человека, после которых, в 1783 году, согласно Камеральному Описанию Крыма, остались 319 пустых домов и 1 (неразрушенная) церковь; по другому регистру домов — 156, из которых «93 разорены, а 62 целых» (по Ведомости барона О. А. Игельстрома от 14 декабря 1783 года — церкви Феодора Тирона и Стратия и св. Власия и 143 дома). В Мангуше, после переселения, осталось 18 татарских семей, а переселенцы основали в Приазовье одноимённое село, существующее под прежним названием Мангуш. В ведомости «при бывшем Шагин Герее хане сочиненная на татарском языке о вышедших християн из разных деревень и об оставшихся их имениях в точном ведении его Шагин Герея» и переведённой 1785 году, о деревне Мангуш записано:
Шагин Гирей подарил оную своему Сарач Ибрам аге почему и не вписываются имена жителей домов было 180 садов разных оной деревни жителей 42 земли же пахотные разделяются на 2 части по обеим сторонам деревни и обе части берут 800 четвертей засеву

### Российский и советский периоды
После присоединения Крыма к России (8) 19 апреля 1783 года, (8) 19 февраля 1784 года, именным указом Екатерины II сенату, на территории бывшего Крымского Ханства была образована Таврическая область и деревня была приписана к Симферопольскому уезду. Вскоре после присоединения в село заселили отставных солдат и крестьян с Украины (согласно ордеру князя Потёмкина — до 1787 года). В труде Петра Палласа «Наблюдения, сделанные во время путешествия по южным наместничествам Русского государства» 1794 года, записана деревня Мангуш, где живут колонисты-молдаване. По ведомости, составленной во время пятой ревизии 1796 года, в Мангуше числилось 288 жителей — самое крупное на то время «русское» село в Крыму. После Павловских реформ, с 1796 по 1802 год, входил в Акмечетский уезд Новороссийской губернии. По новому административному делению, после создания 8 (20) октября 1802 года Таврической губернии, Мангуш был включён в состав Актачинской волости Симферопольского уезда Таврической губернии.

По Ведомости о всех селениях в Симферопольском уезде состоящих с показанием в которой волости сколько числом дворов и душ… от 9 октября 1805 года, жителей в Мангуше указано 564 жителя в 139 дворах. В 1808 году была в селе построена каменная церкви св. Петра и Павла, вместо старой, начало которой неизвестно. На военно-топографической карте генерал-майора Мухина 1817 года в Мангуше обозначено 85 дворов. В 1821 году в Мангуше открыта Петропавловская церковь. После реформы волостного деления 1829 года Мангуш, согласно «Ведомости о казённых волостях Таврической губернии 1829 года» отнесли к Яшлавской волости (созданной взамен Актачинской). Шарль Монтандон в своём «Путеводителе путешественника по Крыму, украшенный картами, планами, видами и виньетами…» 1833 года писал
деревня Мангуш, состоящую из 70 русских семейств, поселенных здесь во времена князя Потемкина, и из 30–40 семейств татарских.
 На карте 1836 года в деревне 79 дворов с русскими жителями и 35 татарских, а на карте 1842 года в селе записано 114 дворов.
В 1860-х годах, после земской реформы Александра II, Мангуш определили центром Мангушской волости. В «Списке населённых мест Таврической губернии по сведениям 1864 года» , составленном по результатам VIII ревизии, в Мангуше — казённом русском и татарском селе при фонтане, числилось волостное правление, обывательская почтовая станция, церковь, мечеть, приходское училище, 118 дворов и 784 жителя. По обследованиям профессора А. Н. Козловского начала 1860-х годов, в селении имелись колодцы с пресной водой глубиной до 5 сажени, а также жители пользовались многочисленными родниками. На трёхверстовой карте Шуберта 1865—1876 года обозначено 119 дворов и село названо Русский Мангуш.
По данным на 1886 год в Мангуше, согласно справочнику «Волости и важнѣйшія селенія Европейской Россіи», было 4 фонтана, 156 дворов, 696 жителей, волостное правление, церковь, мечеть, школа и лавки. Результаты Х ревизии 1887 года собраны в Памятной книге Таврической губернии 1889 года, где в Мангуше записано 192 двора и 1183 жителя (на верстовой карте 1890 года — 190 дворов с русско-татарским населением.)
В начале 1890-х годов Мангушскую волость, в результате земской реформы 1890-х годов, преобразовали в Тав-Бадракскую с переносом центра в соседнюю деревню Тав-Бадрак. По «…Памятной книжке Таврической губернии на 1892 год» в селе Мангуш, входившем в Мангушское сельское общество, числилось 1427 жителей в 180 домохозяйствах, при 2859,4 десятинах общинной земли. Согласно переписи 1897 года, в селе числилось 1 276 человек, из них 161 крымский татарин и 1 112 православных. По «…Памятной книжке Таврической губернии на 1902 год» в селе Мангуш, входившем в Мангушское сельское общество, числилось 1500 жителей в 169 домохозяйствах. На 1902 год в деревне работал фельдшер. В конце XIX — начале XX века в сезон жители селения нанимались в сады на сортировку и упаковку плодов, считаясь лучшими в этом деле. Имеются документы о строительстве в 1912 году мектеба — мусульманской начальной школы. На 1914 год в селении действовали 4 земские школы. По Статистическому справочнику Таврической губернии. Ч.II-я. Статистический очерк, выпуск шестой Симферопольский уезд, 1915 год, в селе Мангуш Тав-Бодракской волости Симферопольского уезда числилось 364 двора с русским населением в количестве 2321 человек приписных жителей" и 37 — «посторонних». — 2463 десятины удобной земли и 150 десятин неудобий числилась совместно с селом Бодрак русский, 311 дворов владели частными угодьями и 53 — безземельных. В хозяйствах имелось 350 лошадей, 26 волов, 185 коров, 200 телят и жеребят и 1500 голов мелкого скота. Также к селу былоприпсано 6 хуторов и садов без населения, к которому были приписаны: имение графа Мордвинова Килик, 7 хуторов, из которых некоторые весьма отдалённые — Мачи-Сала и 2 хутора Молла-Эль с одноимённой экономией. На 1917 год в селе действовали церковь, кредитное товарищество и фельдшерский пункт..

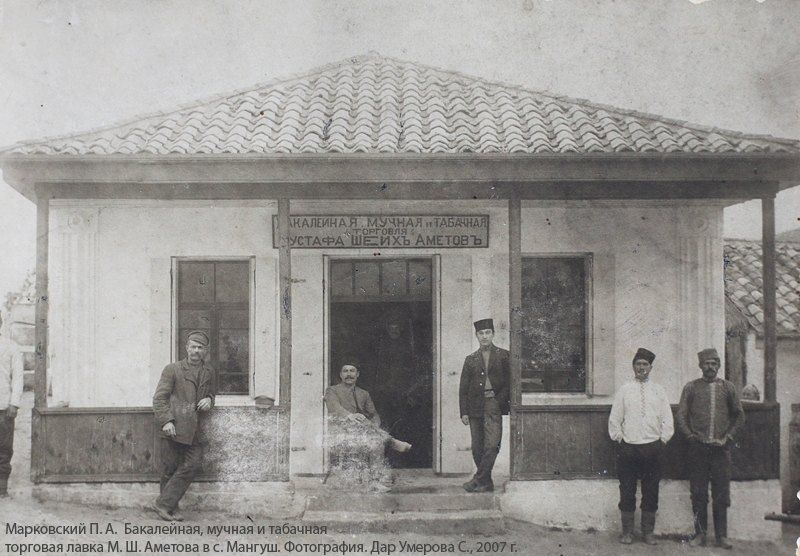
Бакалейная, мучная и табачная лавка М. Ш. Аметова, 1910 год
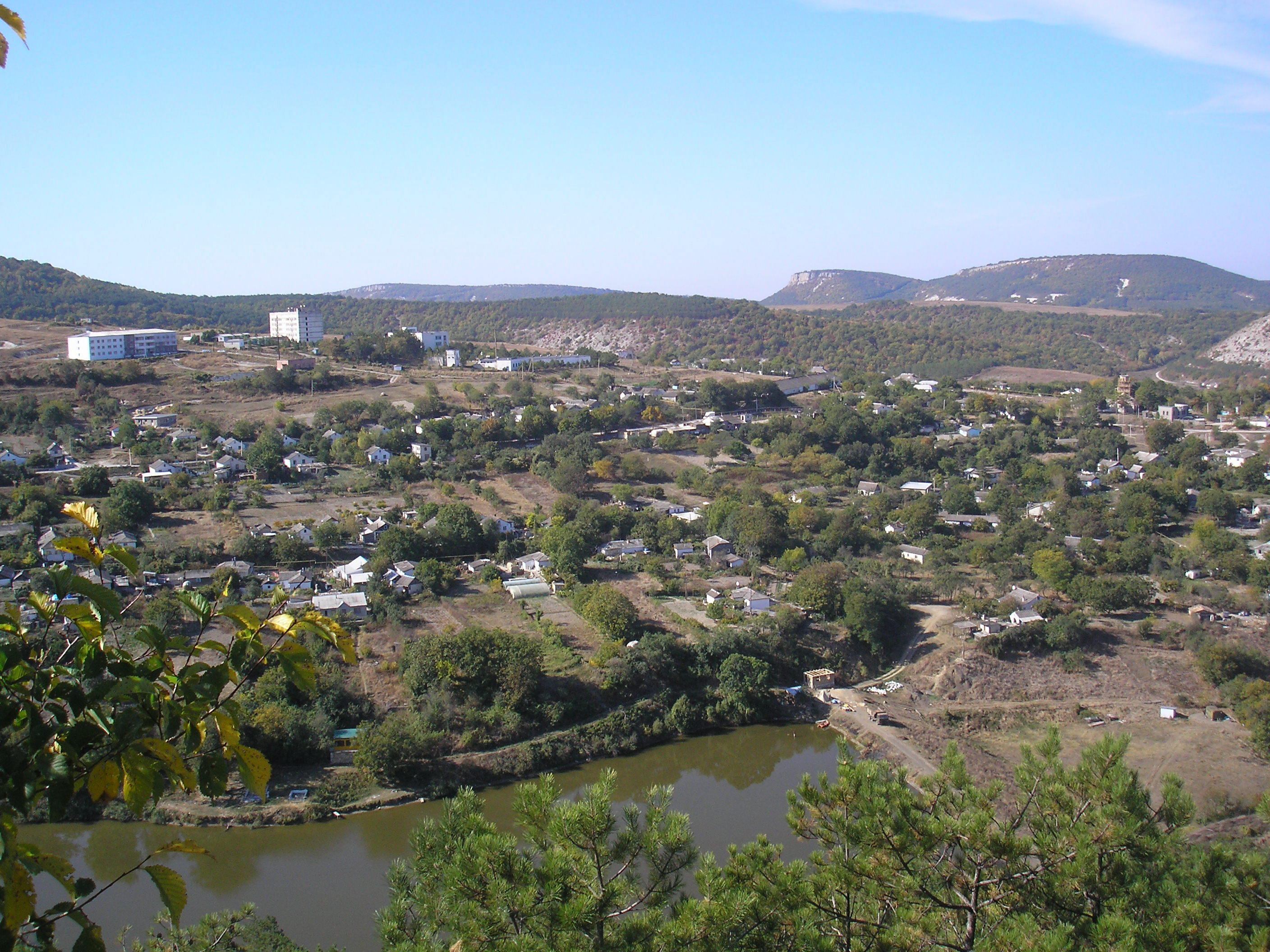
Центральная часть
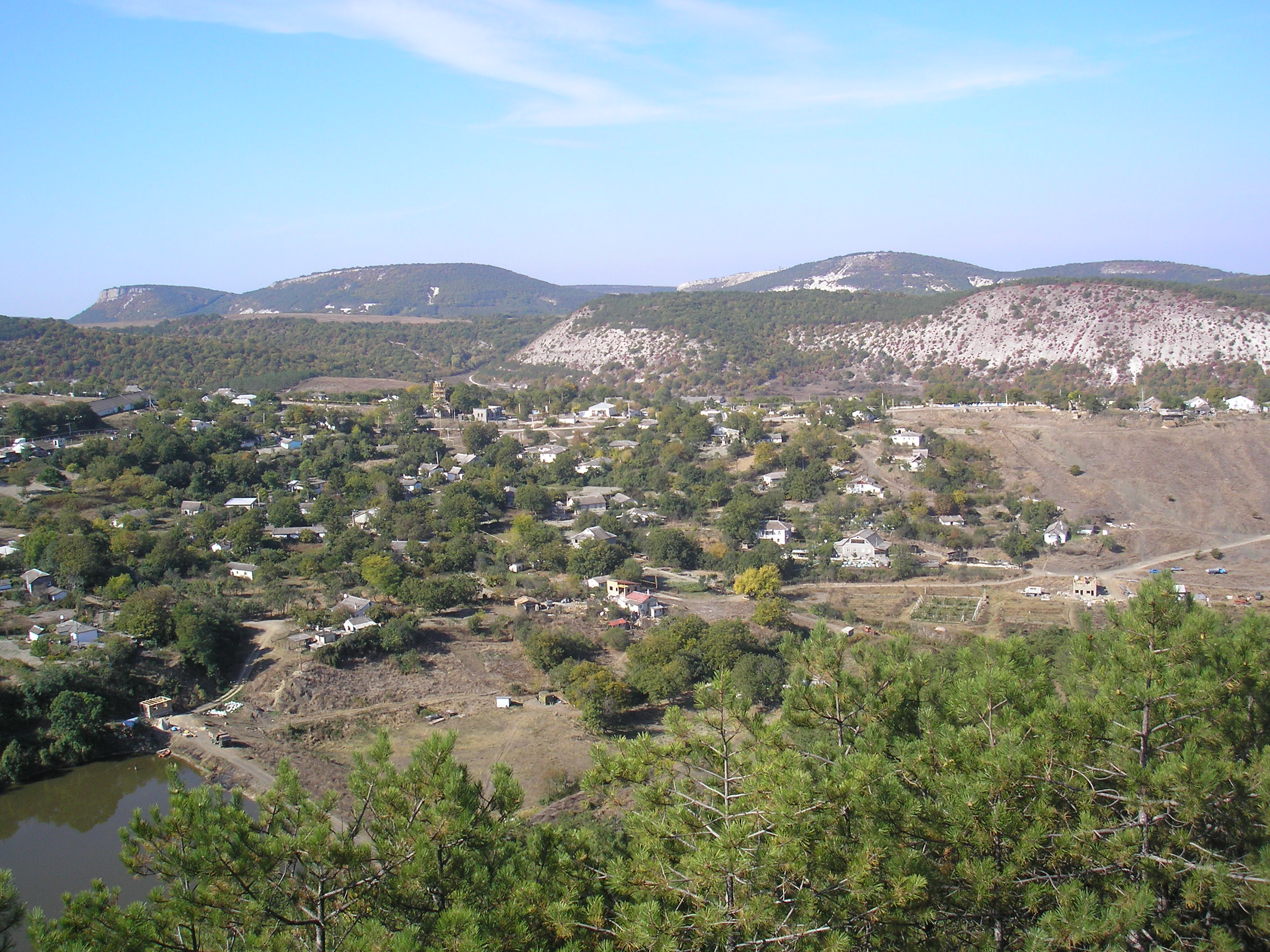
Северная часть
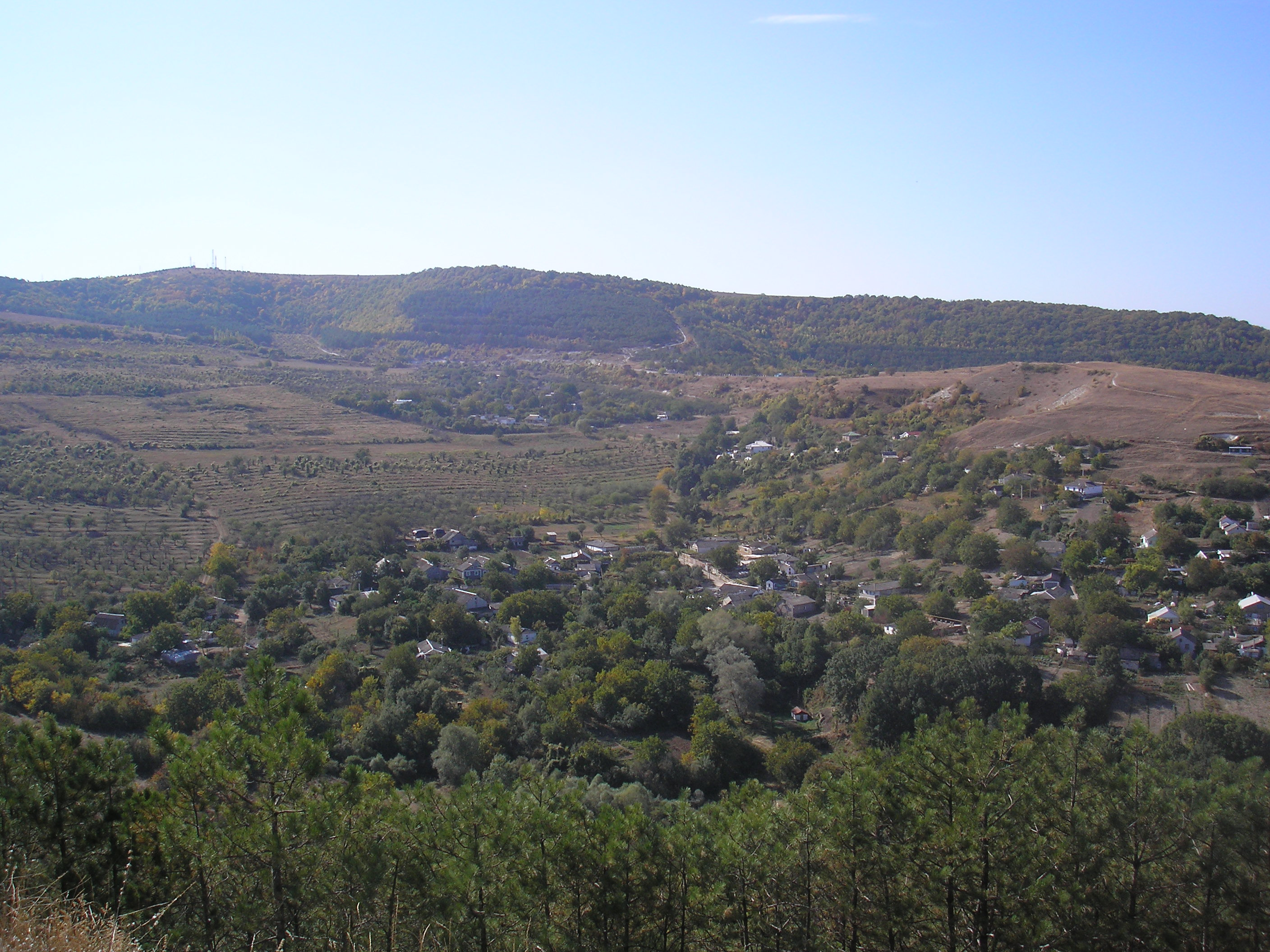
Южная часть села
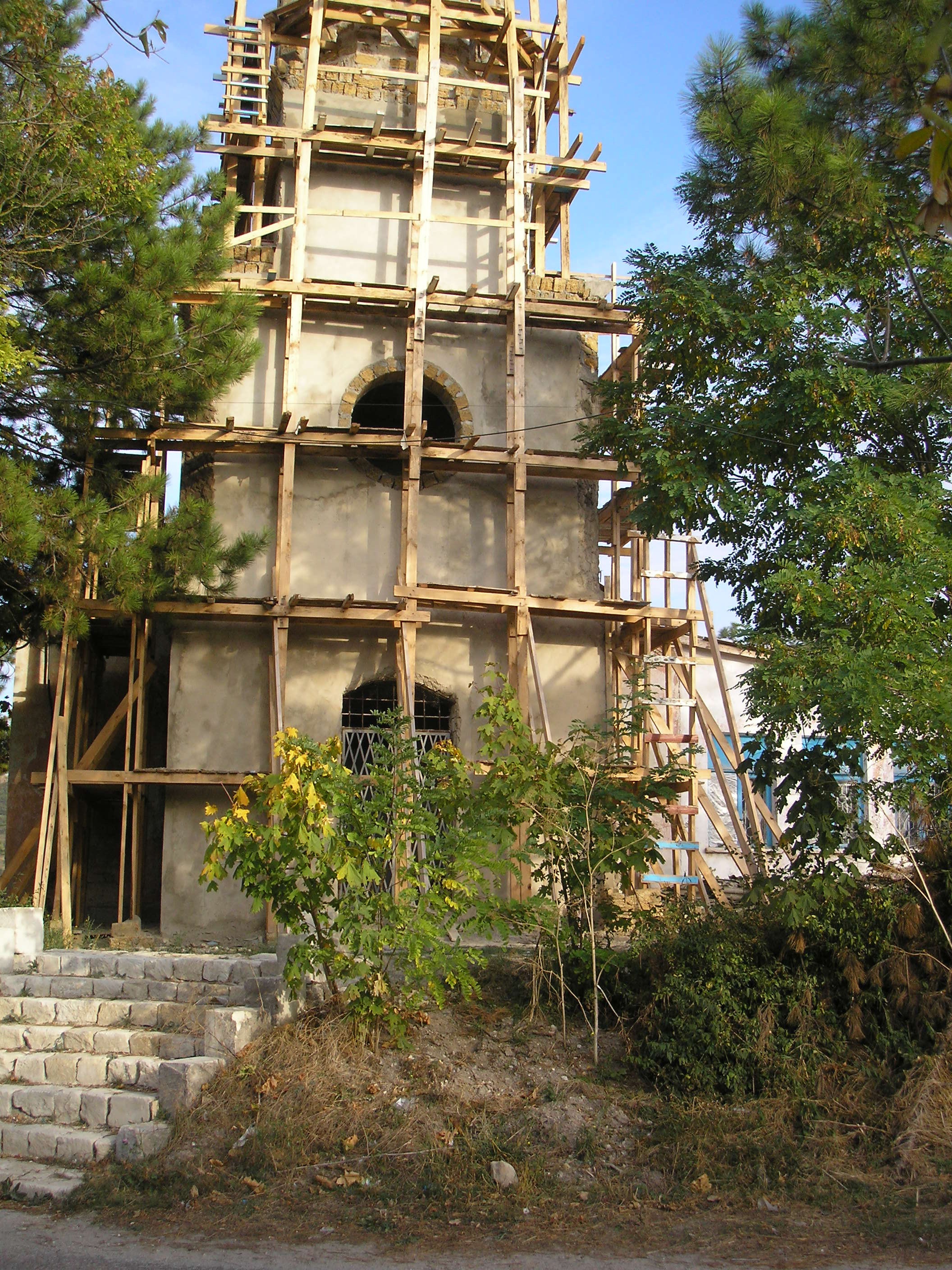
Церковь на фундаменте храма 1796 года

После установления в Крыму Советской власти, по постановлению Крымревкома от 8 января 1921 года была упразднена волостная система и село вошло в состав Бахчисарайского района Симферопольского уезда (округа), а в 1922 году уезды получили название округов. 11 октября 1923 года, согласно постановлению ВЦИК, в административное деление Крымской АССР были внесены изменения, в результате которых был создан Бахчисарайский район и село включили в его состав. Согласно Списку населённых пунктов Крымской АССР по Всесоюзной переписи 17 декабря 1926 года, в селе Мангуш (русский), центре Мангушского сельсовета Бахчисарайского района, числилось 278 дворов, из них 272 крестьянских, население составляло 1193 человека (542 мужчины и 651 женщина). В национальном отношении учтено: 994 русских, 12 украинцев, 183 татарина, 3 греков, 1 записан в графе «прочие», действовала русско-татарская школа. По данным всесоюзной переписи населения 1939 года в селе проживало 862 человека.
В 1944 году, после освобождения Крыма от фашистов, согласно Постановлению ГКО № 5859 от 11 мая 1944 года, 18 мая крымские татары были депортированы в Среднюю Азию. 12 августа 1944 года было принято постановление № ГОКО-6372с «О переселении колхозников в районы Крыма» по которому в район планировалось переселить 6000 колхозников и в сентябре 1944 года в район приехали первые новосёлы (2146 семей) из Орловской и Брянской областей РСФСР, а в начале 1950-х годов последовала вторая волна переселенцев из различных областей Украины. 21 августа 1945 года, согласно Указу Президиума Верховного Совета РСФСР село
Мангуш было переименовано в Партизанское, с соответствующим переименованием сельсовета. С 25 июня 1946 года Партизанское — в составе Крымской области РСФСР, а 26 апреля 1954 года Крымская область была передана из состава РСФСР в состав УССР. Время упразднения сельсовета пока не установлено: на 15 июня 1960 года Партизанское числилось в составе Скалистовского сельсовета.
В 1962 году, в результате укрупнения сельских районов, Партизанское, во избежания дублирования с другим селом Партизанское, переименовали в Прохладное. По данным переписи 1989 года в селе проживало 604 человека. С 12 февраля 1991 года село в восстановленной Крымской АССР, 26 февраля 1992 года переименованной в Автономную Республику Крым. С 21 марта 2014 года в составе Крыма аннексировано Россией.